# Lago Kleiner Labus
El lago Kleiner Labus (en alemán: Kleiner Labussee) es un lago situado en el distrito de Llanura Lacustre Mecklemburguesa, en el estado de Mecklemburgo-Pomerania Occidental (Alemania), a una altitud de 57.5 metros; tiene un área de 15 hectáreas.
Se encuentra ubicado a pocos kilómetros al norte de la frontera con Brandeburgo.